# James Norris-emlékkupa

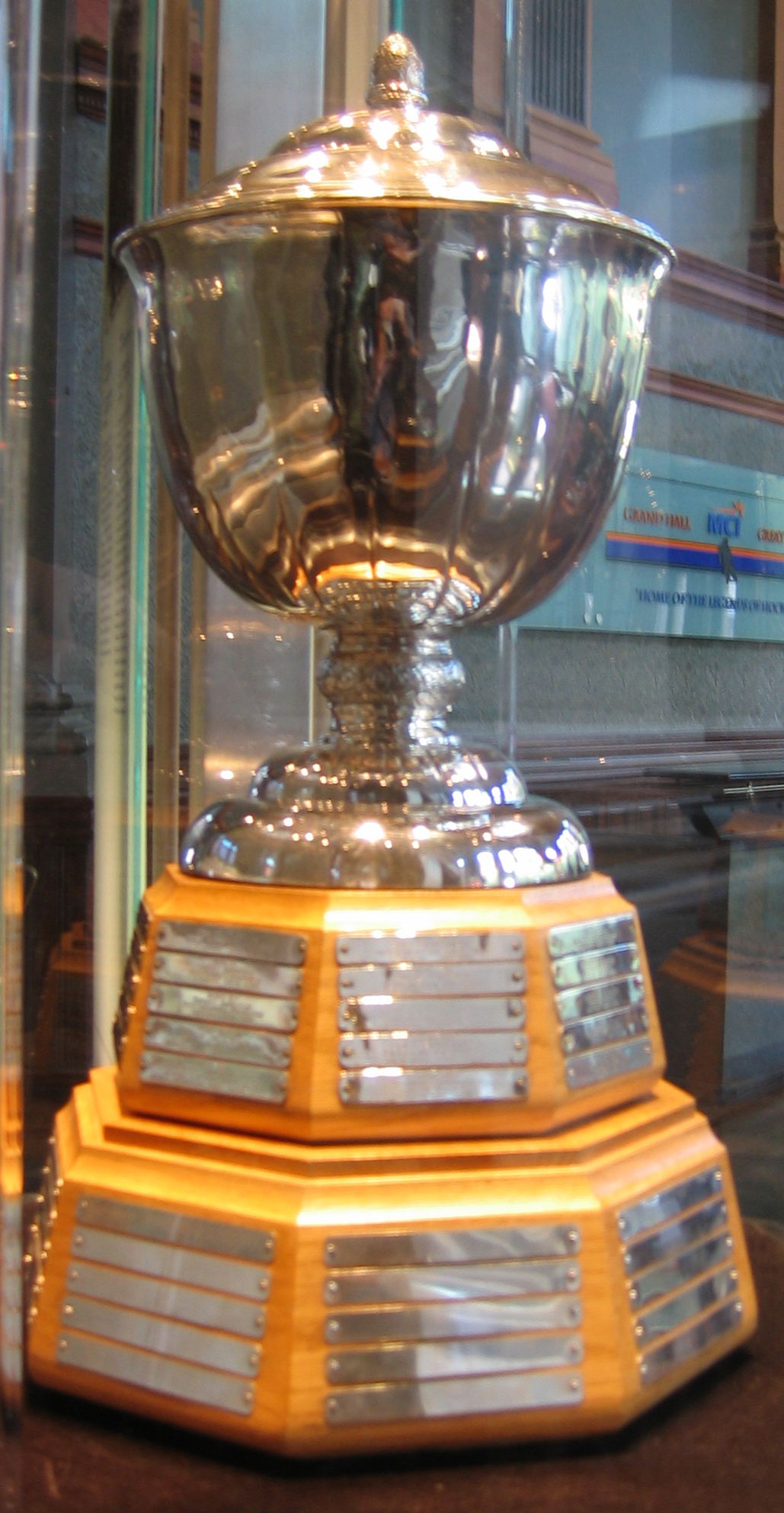
A James Norris-emlékkupa

A James Norris-emlékkupa egy egyéni díj, amit a National Hockey League-ben osztanak ki a legjobb védőnek. Az a védő játékos kapja, aki a szezon során a legjobb teljesítményt nyújtja. A Professional Hockey Writers Association szavazza meg a győztest.

## Története
A díjat James Norris emlékére alapították, aki a Detroit Red Wings tulajdonosa volt 1932 és 1952 között. Először az 1953–1954-es szezon során került kiosztásra a kupa.
Bobby Orr rekordot jelentő nyolc egymás utáni évben nyerte el a kupát 1968 és 1975 között. Doug Harvey és Nicklas Lidström hétszer, míg Ray Bourque ötszer lett a győztes. A Boston Bruins csapatából 15 alkalommal került ki győztes, míg a Montréal Canadiensből 12 alkalommal.
Csak két védő játékos van, akik egy idényben megnyerték a James Norris-emlékkupát és a Hart-emlékkupát: Bobby Orrnak ez három alkalommal is sikerült (1969–1970, 1970–1971 és 1971–1972) és egyszer Chris Prongernek (1999–2000). Hét különböző védő nyerte el a Hart-emlékkupát mielőtt a James Norris-emlékkupát megalapították volna: Billy Burch, Eddie Shore (négyszer), Herb Gardiner, Albert Siebert, Ebbie Goodfellow, Tommy Anderson, és Babe Pratt.

## A díjazottak

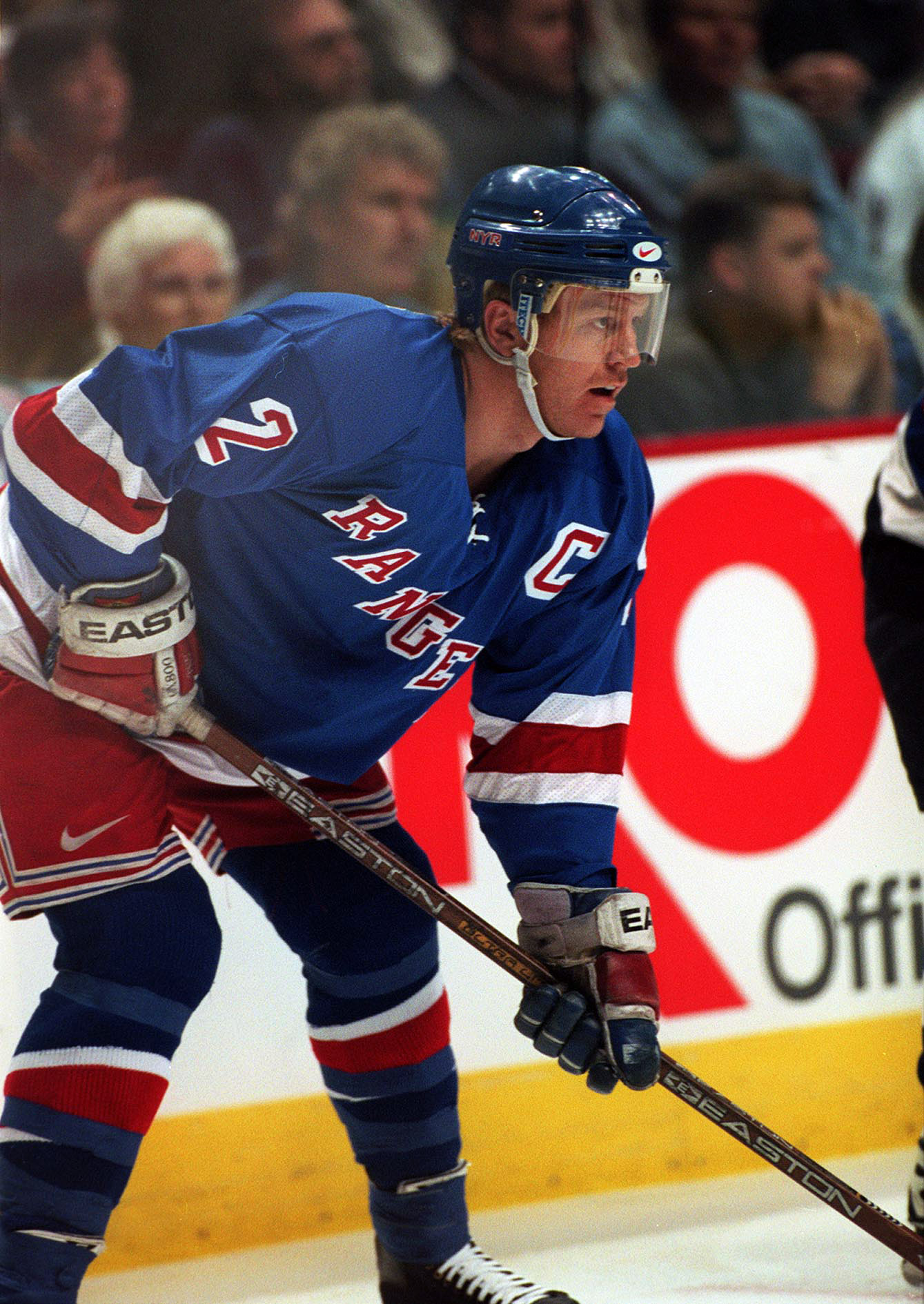
Brian Leetch

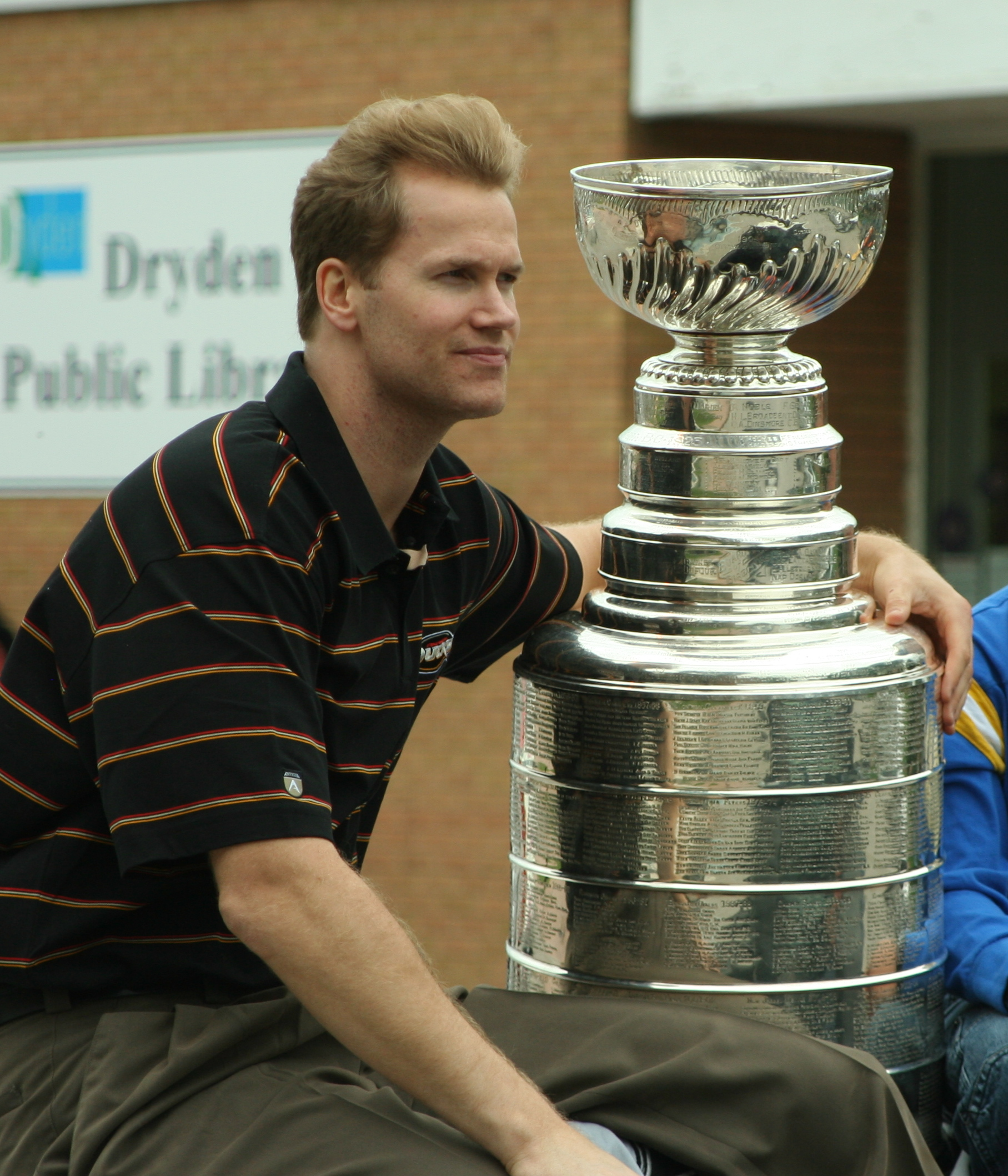
Chris Pronger

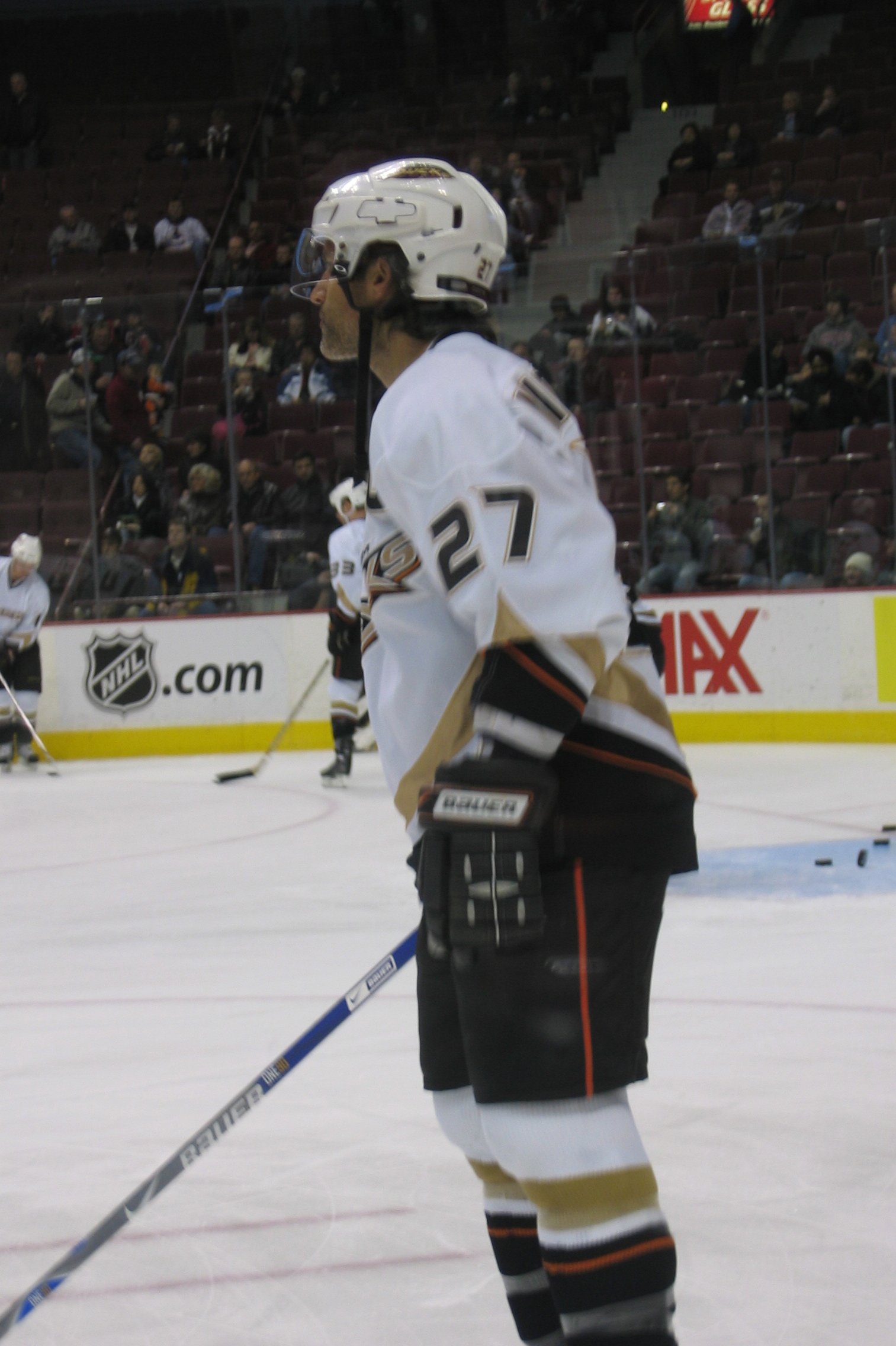
Scott Niedermayer

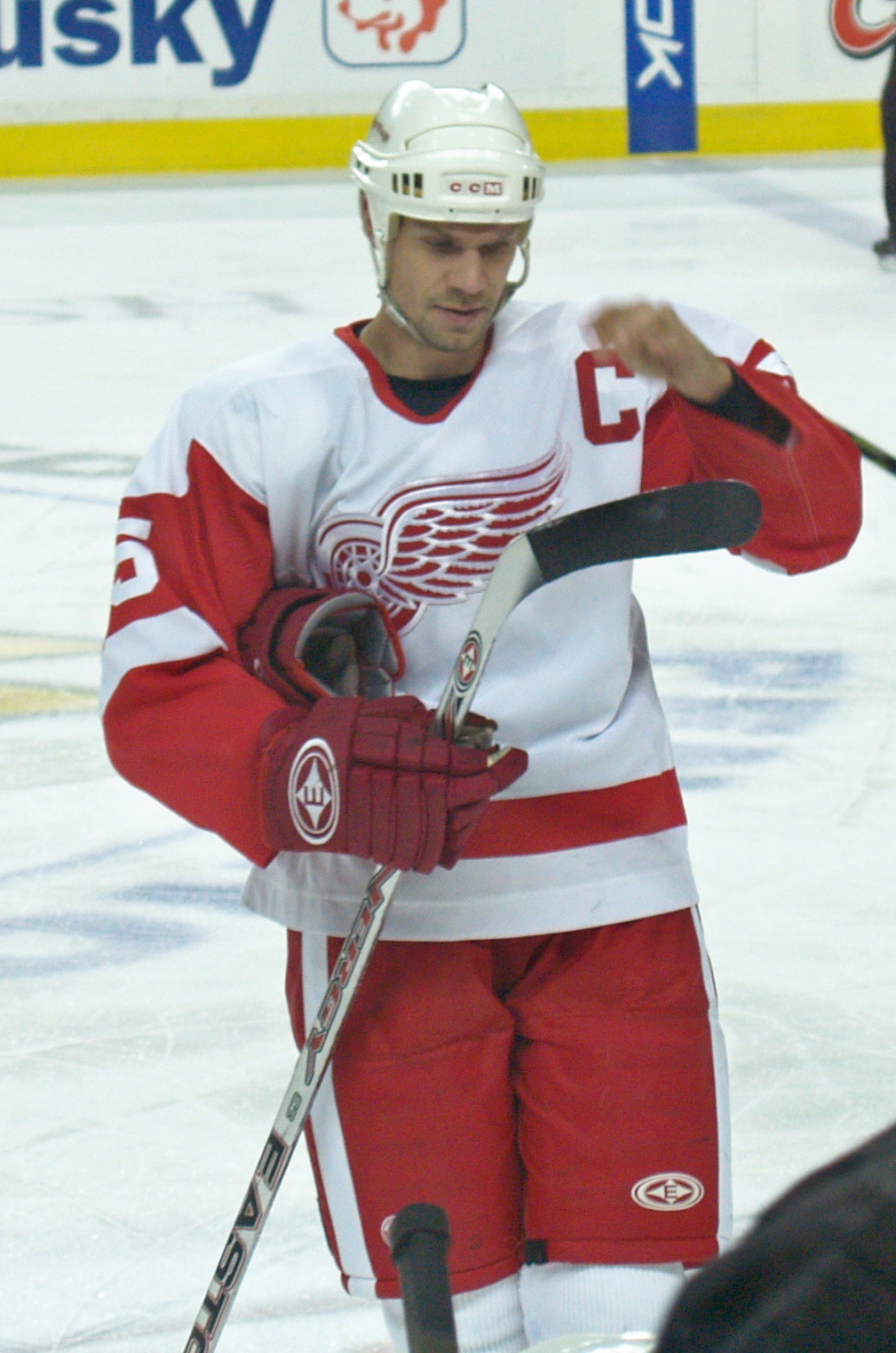
Nicklas Lidström

| Szezon    | Győztes                          | Csapat                           | #                                |                                  |
| --------- | -------------------------------- | -------------------------------- | -------------------------------- | -------------------------------- |
| 2024–2025 | Cale Makar                       | Colorado Avalanche               | 2                                |                                  |
| 2023–2024 | Quinn Hughes                     | Vancouver Canucks                | 1                                |                                  |
| 2022–2023 | Erik Karlsson                    | San Jose Sharks                  | 3                                |                                  |
| 2021–2022 | Cale Makar                       | Colorado Avalanche               | 1                                |                                  |
| 2020–2021 | Adam Fox                         | New York Rangers                 | 1                                |                                  |
| 2019–2020 | Roman Josi                       | Nashville Predators              | 1                                |                                  |
| 2018–2019 | Mark Giordano                    | Calgary Flames                   | 1                                |                                  |
| 2017–2018 | Victor Hedman                    | Tampa Bay Lightning              | 1                                |                                  |
| 2016–2017 | Brent Burns                      | San Jose Sharks                  | 1                                |                                  |
| 2015–2016 | Drew Doughty                     | Los Angeles Kings                | 1                                |                                  |
| 2014–2015 | Erik Karlsson                    | Ottawa Senators                  | 2                                |                                  |
| 2013–2014 | Duncan Keith                     | Boston Bruins                    | 2                                |                                  |
| 2012–2013 | Pernell Karl Subban              | Montréal Canadiens               | 1                                |                                  |
| 2011–2012 | Erik Karlsson                    | Ottawa Senators                  | 1                                |                                  |
| 2010–2011 | Nicklas Lidström                 | Detroit Red Wings                | 7                                |                                  |
| 2009–2010 | Duncan Keith                     | Chicago Blackhawks               | 1                                |                                  |
| 2008–2009 | Zdeno Chára                      | Boston Bruins                    | 1                                |                                  |
| 2007–2008 | Nicklas Lidström                 | Detroit Red Wings                | 6                                |                                  |
| 2006–2007 | Nicklas Lidström                 | Detroit Red Wings                | 5                                |                                  |
| 2005–2006 | Nicklas Lidström                 | Detroit Red Wings                | 4                                |                                  |
| 2004–2005 | A lockout miatt nem volt győztes | A lockout miatt nem volt győztes | A lockout miatt nem volt győztes | A lockout miatt nem volt győztes |
| 2003–2004 | Scott Niedermayer                | New Jersey Devils                | 1                                |                                  |
| 2002–2003 | Nicklas Lidström                 | Detroit Red Wings                | 3                                |                                  |
| 2001–2002 | Nicklas Lidström                 | Detroit Red Wings                | 2                                |                                  |
| 2000–2001 | Nicklas Lidström                 | Detroit Red Wings                | 1                                |                                  |
| 1999–2000 | Chris Pronger                    | St. Louis Blues                  | 1                                |                                  |
| 1998–1999 | Al MacInnis                      | St. Louis Blues                  | 1                                |                                  |
| 1997–1998 | Rob Blake                        | Los Angeles Kings                | 1                                |                                  |
| 1996–1997 | Brian Leetch                     | New York Rangers                 | 2                                |                                  |
| 1995–1996 | Chris Chelios                    | Chicago Blackhawks               | 3                                |                                  |
| 1994–1995 | Paul Coffey                      | Detroit Red Wings                | 3                                |                                  |
| 1993–1994 | Ray Bourque                      | Boston Bruins                    | 5                                |                                  |
| 1992–1993 | Chris Chelios                    | Chicago Blackhawks               | 2                                |                                  |
| 1991–1992 | Brian Leetch                     | New York Rangers                 | 1                                |                                  |
| 1990–1991 | Ray Bourque                      | Boston Bruins                    | 4                                |                                  |
| 1989–1990 | Ray Bourque                      | Boston Bruins                    | 3                                |                                  |
| 1988–1989 | Chris Chelios                    | Montréal Canadiens               | 1                                |                                  |
| 1987–1988 | Ray Bourque                      | Boston Bruins                    | 2                                |                                  |
| 1986–1987 | Ray Bourque                      | Boston Bruins                    | 1                                |                                  |
| 1985–1986 | Paul Coffey                      | Edmonton Oilers                  | 2                                |                                  |
| 1984–1985 | Paul Coffey                      | Edmonton Oilers                  | 1                                |                                  |
| 1983–1984 | Rod Langway                      | Washington Capitals              | 2                                |                                  |
| 1982–1983 | Rod Langway                      | Washington Capitals              | 1                                |                                  |
| 1981–1982 | Doug Wilson                      | Chicago Black Hawks              | 1                                |                                  |
| 1980–1981 | Randy Carlyle                    | Pittsburgh Penguins              | 1                                |                                  |
| 1979–1980 | Larry Robinson                   | Montréal Canadiens               | 2                                |                                  |
| 1978–1979 | Denis Potvin                     | New York Islanders               | 3                                |                                  |
| 1977–1978 | Denis Potvin                     | New York Islanders               | 2                                |                                  |
| 1976–1977 | Larry Robinson                   | Montréal Canadiens               | 1                                |                                  |
| 1975–1976 | Denis Potvin                     | New York Islanders               | 1                                |                                  |
| 1974–1975 | Bobby Orr                        | Boston Bruins                    | 8                                |                                  |
| 1973–1974 | Bobby Orr                        | Boston Bruins                    | 7                                |                                  |
| 1972–1973 | Bobby Orr                        | Boston Bruins                    | 6                                |                                  |
| 1971–1972 | Bobby Orr                        | Boston Bruins                    | 5                                |                                  |
| 1970–1971 | Bobby Orr                        | Boston Bruins                    | 4                                |                                  |
| 1969–1970 | Bobby Orr                        | Boston Bruins                    | 3                                |                                  |
| 1968–1969 | Bobby Orr                        | Boston Bruins                    | 2                                |                                  |
| 1967–1968 | Bobby Orr                        | Boston Bruins                    | 1                                |                                  |
| 1966–1967 | Harry Howell                     | New York Rangers                 | 1                                |                                  |
| 1965–1966 | Jacques Laperriere               | Montréal Canadiens               | 1                                |                                  |
| 1964–1965 | Pierre Pilote                    | Chicago Black Hawks              | 3                                |                                  |
| 1963–1964 | Pierre Pilote                    | Chicago Black Hawks              | 2                                |                                  |
| 1962–1963 | Pierre Pilote                    | Chicago Black Hawks              | 1                                |                                  |
| 1961–1962 | Doug Harvey                      | New York Rangers                 | 7                                |                                  |
| 1960–1961 | Doug Harvey                      | Montréal Canadiens               | 6                                |                                  |
| 1959–1960 | Doug Harvey                      | Montréal Canadiens               | 5                                |                                  |
| 1958–1959 | Tom Johnson                      | Montréal Canadiens               | 1                                |                                  |
| 1957–1958 | Doug Harvey                      | Montréal Canadiens               | 4                                |                                  |
| 1956–1957 | Doug Harvey                      | Montréal Canadiens               | 3                                |                                  |
| 1955–1956 | Doug Harvey                      | Montréal Canadiens               | 2                                |                                  |
| 1954–1955 | Doug Harvey                      | Montréal Canadiens               | 1                                |                                  |
| 1953–1954 | Red Kelly                        | Detroit Red Wings                | 1                                |                                  |